# Bunuri mobile din domeniul artă decorativă clasate în patrimoniul cultural național al României aflate în județul Brăila
Acestă listă conține bunurile mobile din domeniul artă decorativă clasate în Patrimoniul cultural național al României aflate la momentul clasării în județul Brăila.

## Tezaur
| Foto | Informații generale                      | Detalii tehnice                                                                                | Descriere | Deținător              | Legături |
| ---- | ---------------------------------------- | ---------------------------------------------------------------------------------------------- | --- | ---------------------- | -------- |
|      | Covor de rugăciune                       | Datare: Sec. XIX;2/2 Școală: Atelier islamic Material: cânepă; bumbac; mătase naturală         | Bucăți de mătase roșu, albastru și alb, cusute pe suportul de cânepă. Câmpul central compune arcul "mihrab". | Muzeul Brăilei, Brăila | Cimec    |
|      | Covor de rugăciune                       | Datare: 1850 Școală: Atelier islamic Material: lână; bumbac                                    | Țesut cu nod dublu, asimetric, înclinat spre dreapta, densitate 2480 noduri pe mp., 4 tonuri de roșu, albastru închis, brun și alb. Câmpul central, dreptunghiular, împărțit în patru panouri, prezintă motivul gouch, bouruk, dogadjik, geometrice. Centrul câmpului superior compune arcul "mihrab". | Muzeul Brăilei, Brăila | Cimec    |
|      | Casetă Autor: Maxy, Hermann-Max          | Datare: 1925 Material: alamă                                                                   | | Muzeul Brăilei, Brăila | Cimec    |
|      | Clește Autor: Maxy, Hermann-Max          | Datare: 1926 Material: alamă                                                                   | | Muzeul Brăilei, Brăila | Cimec    |
|      | Scrumieră Autor: Maxy, Hermann-Max       | Datare: 1926 Material: alamă                                                                   | | Muzeul Brăilei, Brăila | Cimec    |
|      | Scrumieră Autor: Maxy, Hermann-Max       | Datare: 1925 Material: alamă                                                                   | | Muzeul Brăilei, Brăila | Cimec    |
|      | Vază Autor: Maxy, Hermann-Max            | Datare: 1926 Material: metal                                                                   | | Muzeul Brăilei, Brăila | Cimec    |
|      | Ceainic Autor: Maxy, Hermann-Max         | Datare: 1926 Material: alamă                                                                   | | Muzeul Brăilei, Brăila | Cimec    |
|      | Ceainic Autor: Maxy, Hermann-Max         | Datare: 1926 Material: metal                                                                   | | Muzeul Brăilei, Brăila | Cimec    |
|      | Bol Autor: Maxy, Hermann-Max             | Datare: 1926 Dimensiuni: D=25 cm Material: alamă                                               | | Muzeul Brăilei, Brăila | Cimec    |
|      | Fructieră Autor: Maxy, Hermann-Max       | Datare: 1926 Dimensiuni: D=35 cm Material: alamă                                               | | Muzeul Brăilei, Brăila | Cimec    |
|      | Banchetă Autor: Maxy, Hermann-Max        | Material: lemn; lac negru                                                                      | | Muzeul Brăilei, Brăila | Cimec    |
|      | Măsuță Autor: Maxy, Hermann-Max          | Material: lemn; lac negru; alamă                                                               | | Muzeul Brăilei, Brăila | Cimec    |
|      | Masă-bibliotecă Autor: Maxy, Hermann-Max | Material: lemn; lac negru; metal nichelat                                                      | | Muzeul Brăilei, Brăila | Cimec    |
|      | Sfeșnic Autor: Maxy, Hermann-Max         | Material: metal nichelat                                                                       | | Muzeul Brăilei, Brăila | Cimec    |
|      | Scaun                                    | Datare: Sec. XIX;1/2 Școală: Atelier francez Material: lemn; tapiserie Aubusson                | | Muzeul Brăilei, Brăila | Cimec    |
|      | Scaun                                    | Datare: Prima jumătate a sec. XIX Școală: Atelier francez Material: lemn; tapiserie Aubusson   | | Muzeul Brăilei, Brăila | Cimec    |
|      | Masă                                     | Datare: Sec. XIX;1/2 Școală: Atelier francez Material: lemn; marmură                           | | Muzeul Brăilei, Brăila | Cimec    |
|      | Consolă                                  | Datare: Prima jumătate a sec. XIX Școală: Atelier francez Material: lemn; marmură              | | Muzeul Brăilei, Brăila | Cimec    |
|      | Masă                                     | Datare: Sec. XIX;1/2 Școală: Atelier francez Dimensiuni: D: 61 cm Material: lemn; marmură      | | Muzeul Brăilei, Brăila | Cimec    |
|      | Vitrină                                  | Datare: Sec. XIX;1/2 Școală: Atelier francez Material: lemn; cristal                           | | Muzeul Brăilei, Brăila | Cimec    |
|      | Oglindă                                  | Datare: Sec. XIX;1/2 Școală: Atelier francez Material: lemn; cristal                           | | Muzeul Brăilei, Brăila | Cimec    |
|      | Scaun                                    | Datare: Prima jumătate a sec. XIX Școală: Atelier francez Material: lemn; tapiserie Aubusson   | | Muzeul Brăilei, Brăila | Cimec    |
|      | Scaun                                    | Datare: Prima jumătate a sec. XIX Școală: Atelier francez Material: lemn; tapiserie Aubusson   | | Muzeul Brăilei, Brăila | Cimec    |
|      | Fotoliu                                  | Datare: Prima jumătate a sec. XIX Școală: Atelier francez Material: lemn; tapiserie Aubusson   | | Muzeul Brăilei, Brăila | Cimec    |
|      | Fotoliu                                  | Datare: Prima jumătate a sec. XIX Școală: Atelier francez Material: lemn; tapiserie Aubusson   | | Muzeul Brăilei, Brăila | Cimec    |
|      | Fotoliu confesional                      | Datare: Prima jumătate a sec. XIX Școală: Atelier francez Material: lemn; tapiserie Aubusson   | | Muzeul Brăilei, Brăila | Cimec    |
|      | Fotoliu confesional                      | Datare: Prima jumătate a sec. XIX Școală: Atelier francez Material: lemn; tapiserie Aubusson   | | Muzeul Brăilei, Brăila | Cimec    |
|      | Scaun                                    | Datare: Prima jumătate a sec. XIX Școală: Atelier balcanic Material: lemn; baga; sidef         | | Muzeul Brăilei, Brăila | Cimec    |
|      | Scaun                                    | Datare: Sec. XIX;1/2 Școală: Atelier balcanic Material: lemn; sidef                            | | Muzeul Brăilei, Brăila | Cimec    |
|      | Dulap-vitrină                            | Datare: Prima jumătate a sec. XIX Școală: Atelier balcanic Material: lemn; baga; sidef; sticlă | | Muzeul Brăilei, Brăila | Cimec    |
|      | Canapea                                  | Datare: Sec. XIX Școală: Atelier francez Material: lemn; tapiserie Aubusson                    | | Muzeul Brăilei, Brăila | Cimec    |
|      | Scaun                                    | Datare: Prima jumătate a sec. XIX Școală: Atelier balcanic Material: lemn; baga; sidef         | | Muzeul Brăilei, Brăila | Cimec    |
|      | Scaun                                    | Datare: Prima jumătate a sec. XIX Școală: Atelier balcanic Material: lemn; baga; sidef         | | Muzeul Brăilei, Brăila | Cimec    |
|      | Scaun                                    | Datare: Sec. XIX;1/2 Școală: Atelier balcanic Material: lemn; baga; sidef                      | | Muzeul Brăilei, Brăila | Cimec    |
|      | Scaun                                    | Datare: Sec. XIX;1/2 Școală: Atelier balcanic Material: lemn; baga; sidef                      | | Muzeul Brăilei, Brăila | Cimec    |
|      | Masă-birou                               | Datare: Sec. XIX;1/2 Școală: Atelier balcanic Material: lemn                                   | Lipsește un sertar | Muzeul Brăilei, Brăila | Cimec    |
|      | Masă                                     | Datare: Prima jumătate a sec. XIX Școală: Atelier balcanic Material: lemn; baga; sidef         | | Muzeul Brăilei, Brăila | Cimec    |
|      | Paravan                                  | Datare: Sec. XIX;1/2 Școală: Atelier balcanic Material: lemn; baga; sidef; alamă               | | Muzeul Brăilei, Brăila | Cimec    |
|      | Dulap-vitrină                            | Datare: Sec. XIX;1/2 Școală: Atelier balcanic Material: lemn; baga; sidef                      | | Muzeul Brăilei, Brăila | Cimec    |

## Fond
| Foto | Informații generale              | Detalii tehnice | Descriere | Deținător                         | Legături |
| ---- | -------------------------------- | --- | --- | --------------------------------- | -------- |
|      | Buna Vestire Autor: Bărbul, Ioan | Datare: 1846 mai 25 Dimensiuni: 166 x 93,5 x 3 cm Material: tempera pe panouri de lemn cu 2 traverse semiîngropate, cu prepareție subțire albă, balamale de fier, lucrate de meștesugari, ca și cuiele cu care sunt fixate (câte două balamale pentru fiecare ușă) | Inscripții: cu roșu brun, pe ușa din dreapta, mijloc: „fie mie după”; cu alb, pe ușa din dreapta: „Ioan Bărbul Zugrav / ot Sacilea”; cu ocru galben, pe ușa din stânga, spre mijloc: „S-au plătit (de) Ioan Preutu soția Chira sat Lacu Rezi” — citirea din 1982 a textului, azi aproape ilizibil. | Biserica „Sf. Nicolae”, Lacu Rezi | Cimec    |